# Elster Blanche
Pour les articles homonymes, voir Elster et Elster (rivière).
L'Elster Blanche, en allemand Weiße Elster, en tchèque Bílý Halštrov, est une rivière d'Europe centrale, longue de 257 km, et un affluent de la Saale, donc un sous-affluent de l'Elbe. 

## Géographie
Elle prend sa source en Tchéquie, près d'Aš. Entrant peu après en Allemagne, elle traverse les Länder de Saxe, Thuringe et Saxe-Anhalt.
Elle arrose les villes de Plauen, Greiz, Gera, Zeitz et Leipzig, et se jette dans la Saale à Halle.

## Histoire
C'est dans ses eaux que le prince Joseph-Antoine Poniatowski, maréchal de France, trouva la mort le 19 octobre 1813, en tentant de franchir la rivière sur son cheval au cours de la retraite qui suivit la bataille de Leipzig.